# Tomasz Lewandowski (polityk)
Tomasz Jacek Lewandowski (ur. 11 września 1978 w Chełmży) – polski samorządowiec i radca prawny, specjalista w zakresie prawa spółek oraz publicznego prawa gospodarczego, wiceprezydent Poznania (2016–2018), podsekretarz stanu w Ministerstwie Rozwoju i Technologii (od 2024).

## Życiorys
W 1997 ukończył IV Liceum Ogólnokształcące im. Tadeusza Kościuszki w Toruniu, a w 2002 został absolwentem Wydziału Prawa Uniwersytetu im. Adama Mickiewicza w Poznaniu. Został radcą prawnym (2008) specjalizującym się w prawie spółek oraz publicznym prawie gospodarczym. Ukończył także studia podyplomowe z zarządzania przedsiębiorstwami na Akademii Ekonomicznej w Poznaniu. W latach 2011–2015 był wykładowcą na specjalistycznych kursach dla przedsiębiorców z zakresu windykacji i zabezpieczania kontraktów w obrocie międzynarodowym.
W 1998 związał się z Sojuszem Lewicy Demokratycznej. W 2001 stanął na czele jego młodzieżówki w Wielkopolsce i został asystentem minister Krystyny Łybackiej, w której gabinecie pracował do 2003. Został wówczas prokurentem i szefem działu prawnego spółki Witar. Od 2005 do 2006 był prezesem Składów Drzewnych. W 2006 po raz pierwszy został wybrany do Rady Miasta Poznania z listy Lewicy i Demokratów. W 2007 został szefem SLD w Poznaniu i bezskutecznie kandydował do Sejmu jako lider listy LiD w okręgu wielkopolskim. W 2010 z listy SLD ponownie uzyskał mandat radnego miasta Poznania, a w 2011 bezskutecznie kandydował do Sejmu z ostatniego miejsca na wielkopolskiej liście SLD. W 2014 z ramienia SLD Lewica Razem ponownie został radnym miasta Poznania i ubiegał się o urząd prezydenta miasta, zajmując 4. miejsce spośród 8 kandydatów. W styczniu 2016 wystąpił z SLD, a w następnym miesiącu współtworzył stowarzyszenie Inicjatywa Polska. W tym samym roku został powołany na stanowisko zastępcy prezydenta Poznania, które pełnił do 2018. W tym czasie odpowiadał za gospodarkę komunalną, lokalową oraz sport, a także przewodniczył Zarządowi Związku Międzygminnego Gospodarki Odpadami Aglomeracji Poznańskiej. W wyborach samorządowych w 2018 z ramienia komitetu Lewica (tworzonego przez SLD, Inicjatywę Polska i Partię Razem) po raz kolejny uzyskał mandat radnego miasta Poznania oraz ponownie ubiegał się o urząd prezydenta miasta (zajmując 3. miejsce wśród 7 kandydatów). W tym samym roku został prezesem Zarządu Komunalnych Zasobów Lokalowych w Poznaniu oraz pełnomocnikiem prezydenta Poznania ds. mieszkalnictwa miejskiego. W czerwcu 2021 przystąpił do powstałej z przekształcenia SLD Nowej Lewicy, został potem jej wiceprzewodniczącym w województwie wielkopolskim. W 2024 z listy koalicji Lewica po raz piąty został wybrany do Rady Miasta Poznania. 14 sierpnia tego samego roku został powołany na stanowisko podsekretarza stanu w Ministerstwie Rozwoju i Technologii.

## Wyniki w wyborach ogólnopolskich
| Wybory | Komitet wyborczy | Komitet wyborczy             | Organ             | Okręg | Wynik          |
| ------ | ---------------- | ---------------------------- | ----------------- | ----- | -------------- |
| 2007   |                  | Lewica i Demokraci           | Sejm VI kadencji  | nr 39 | 11 918 (2,66%) |
| 2011   |                  | Sojusz Lewicy Demokratycznej | Sejm VII kadencji | nr 39 | 1097 (0,27%)   |